# 松原 (世田谷区)

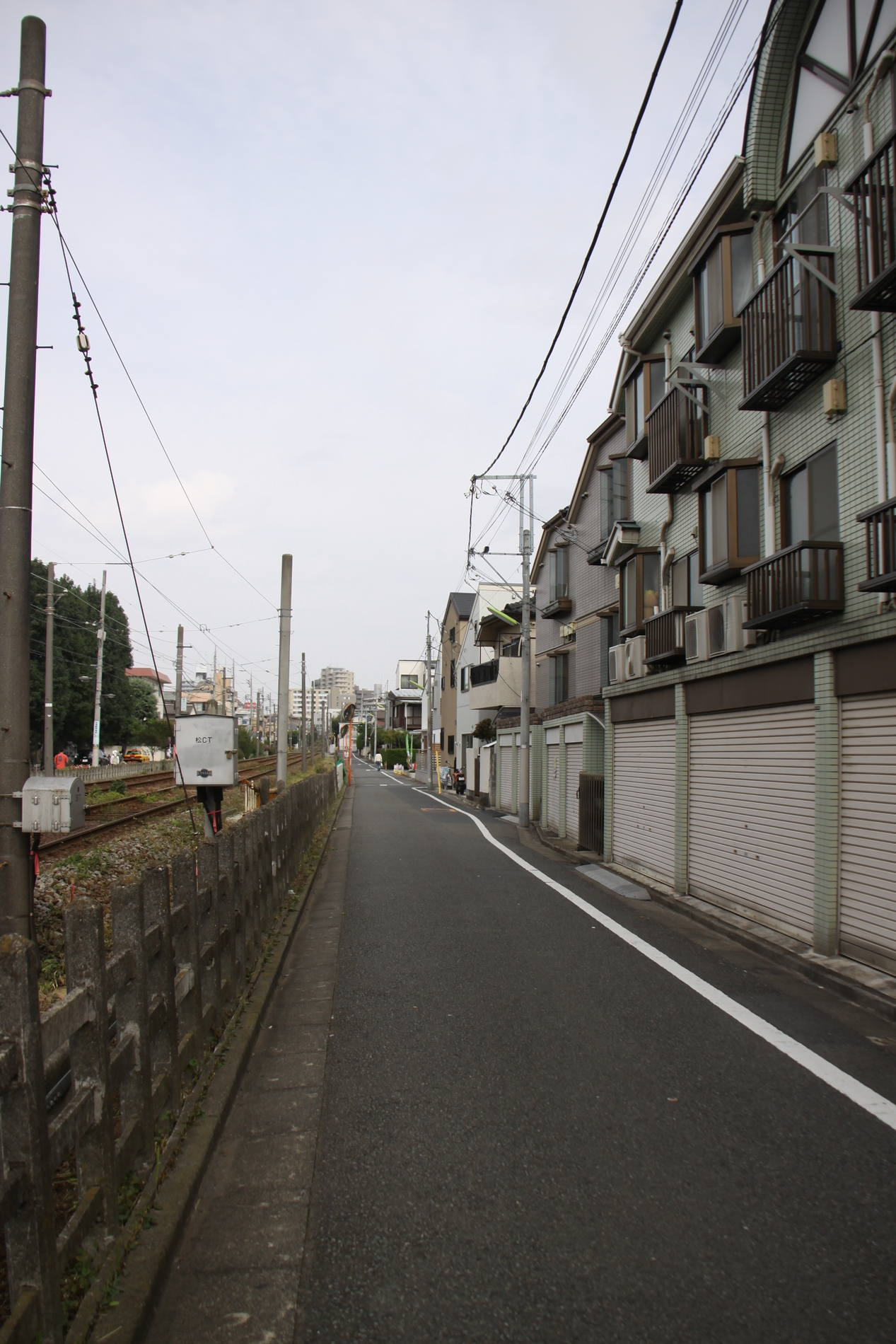
松原

松原（まつばら）は、東京都世田谷区の一地区である。現行行政地名は松原一丁目から六丁目。住居表示実施済区域。

## 地理
東京都世田谷区の北部に位置し、同区北沢地域に含まれる。東に大原、羽根木、南に梅丘、豪徳寺、西に赤堤、北に杉並区和泉、永福、下高井戸と接する。
地形は南に向かって下る傾向があり、南端で暗渠化されている北沢川に接する。
鉄道各駅周辺や国道20号沿いに商業地があり、その他は住宅地が多い。北沢警察署・北沢税務署が存し、位置的には世田谷区北沢地域の中心に近い。

### 地価
住宅地の地価は、2025年（令和7年）1月1日の公示地価によれば、松原1-29-16の地点で75万8000円/m2、松原4-34-3の地点で69万円/m2、松原5-23-13の地点で71万円/m2となっている。

## 歴史
元々武蔵国荏原郡松原村で、1869年（明治2年）から品川県に、1871年（明治4年）から東京府に属していた。その後、上北沢村、赤堤村と合併して松沢村となり、東京市編入、住居表示実施等を経て、現在の形となった。上記各鉄道の開業後、急速に宅地化が進んだ。
1926年（大正15年）4月、青山脳病院が東京市赤坂区青山南町から移転して開院した。この病院は後に斎藤茂吉が院長を務めている。大東亜戦争末期の1945年（昭和20年）3月、東京都に譲渡されて東京都立松沢病院分院となり、その後東京都立梅ヶ丘病院に改組されて2010年（平成22年）まで同地で診療していた。

## 世帯数と人口
2025年（令和7年）1月1日現在（世田谷区発表）の世帯数と人口は以下の通りである。
| 丁目       | 世帯数     | 人口     |
| ---------- | ---------- | -------- |
| 松原一丁目 | 4,211世帯  | 6,262人  |
| 松原二丁目 | 3,324世帯  | 4,993人  |
| 松原三丁目 | 3,135世帯  | 5,088人  |
| 松原四丁目 | 1,868世帯  | 3,673人  |
| 松原五丁目 | 3,334世帯  | 5,610人  |
| 松原六丁目 | 2,481世帯  | 4,144人  |
| 計         | 18,353世帯 | 29,770人 |

### 人口の変遷
国勢調査による人口の推移。
| 年                 | 人口   |
| ------------------ | ------ |
| 1995年（平成7年）  | 26,850 |
| 2000年（平成12年） | 28,256 |
| 2005年（平成17年） | 28,515 |
| 2010年（平成22年） | 29,501 |
| 2015年（平成27年） | 29,382 |
| 2020年（令和2年）  | 30,548 |

### 世帯数の変遷
国勢調査による世帯数の推移。
| 年                 | 世帯数 |
| ------------------ | ------ |
| 1995年（平成7年）  | 13,965 |
| 2000年（平成12年） | 15,913 |
| 2005年（平成17年） | 16,552 |
| 2010年（平成22年） | 17,151 |
| 2015年（平成27年） | 17,209 |
| 2020年（令和2年）  | 18,070 |

## 学区
区立小・中学校に通う場合、学区は以下の通りとなる（2024年8月現在）。
| 丁目       | 番地     | 小学校               | 中学校               |
| ---------- | -------- | -------------------- | -------------------- |
| 松原一丁目 | 全域     | 世田谷区立松原小学校 | 世田谷区立梅丘中学校 |
| 松原二丁目 | 全域     | 世田谷区立松原小学校 | 世田谷区立梅丘中学校 |
| 松原三丁目 | 全域     | 世田谷区立松沢小学校 | 世田谷区立松沢中学校 |
| 松原四丁目 | 全域     | 世田谷区立松沢小学校 | 世田谷区立松沢中学校 |
| 松原五丁目 | 全域     | 世田谷区立松原小学校 | 世田谷区立梅丘中学校 |
| 松原六丁目 | 11～43番 | 世田谷区立松原小学校 | 世田谷区立梅丘中学校 |
| 松原六丁目 | 1〜10番  | 世田谷区立代田小学校 | 世田谷区立梅丘中学校 |

## 交通

### 鉄道

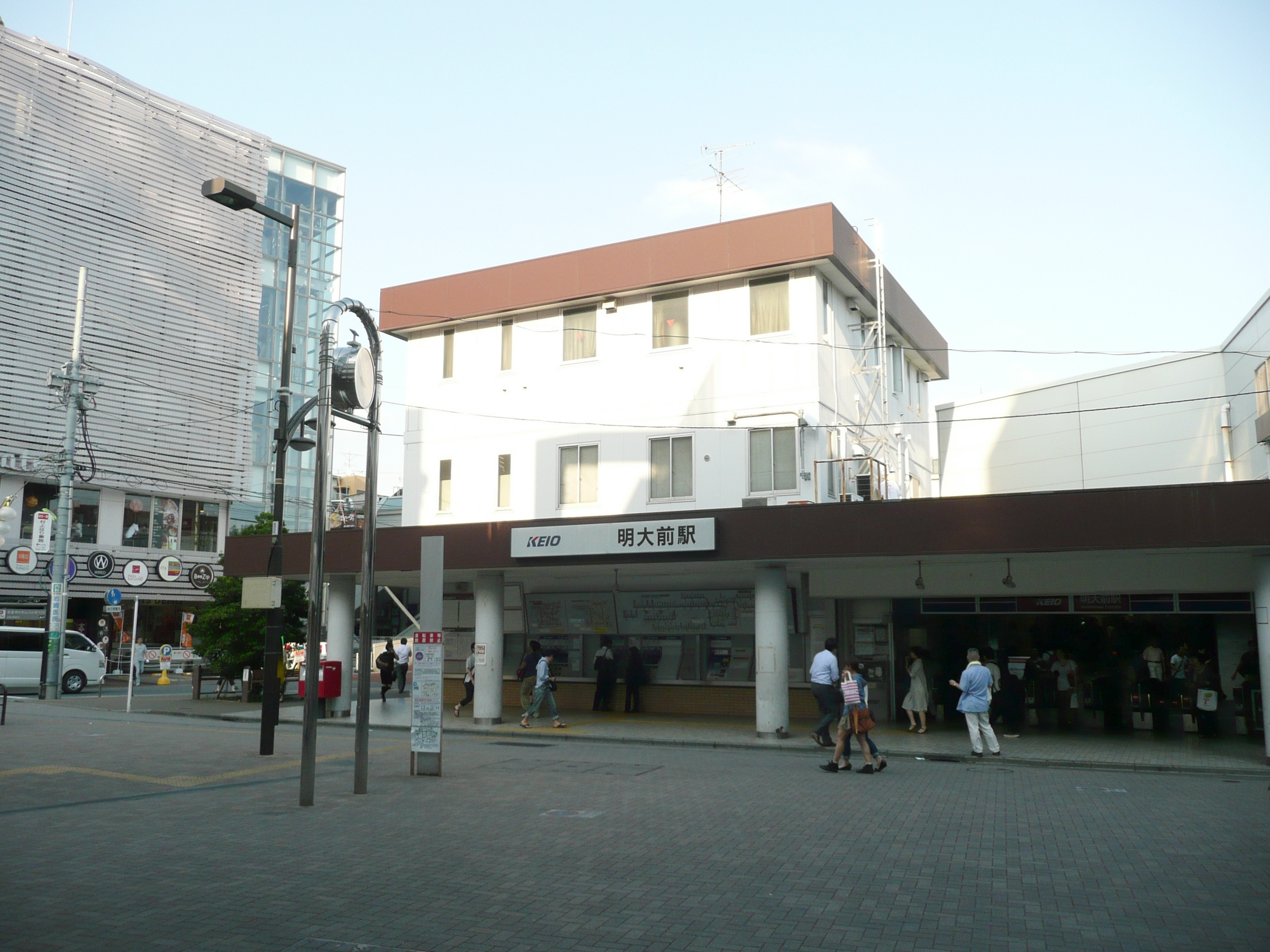
明大前駅 駅舎（2011年9月）

- 京王線
  - 明大前駅 - 下高井戸駅
- 京王井の頭線
  - 東松原駅 - 明大前駅
- 東急世田谷線
  - 松原駅 - 下高井戸駅

他、北東端部は京王線代田橋駅に、南東端部は小田急線梅ヶ丘駅に、南西端部は小田急線豪徳寺駅・世田谷線山下駅にも近い。

### 路線バス
- 渋54 渋谷駅 - 梅ヶ丘駅 - 光明学校前[14] - 松原[15] - 経堂駅
- 梅01 梅ヶ丘駅 - 光明学校前[14] - 松原[15] - 経堂駅 - 希望ヶ丘団地 - 千歳船橋駅
- 梅02 梅ヶ丘駅 - 光明学校前[14] - 松原[15] - 経堂駅

### 道路
首都高速4号新宿線が通っており、永福出入口が設置されている。
また幹線道路は国道20号に接し、赤堤通りが通る。なお、補助54号線の既開通区間もあるが、区間が短く、他の道路との接続状況とも相まって、幹線道路としての機能は弱い。

## 事業所
2021年（令和3年）現在の経済センサス調査による事業所数と従業員数は以下の通りである。
| 丁目       | 事業所数  | 従業員数 |
| ---------- | --------- | -------- |
| 松原一丁目 | 191事業所 | 2,030人  |
| 松原二丁目 | 274事業所 | 2,847人  |
| 松原三丁目 | 141事業所 | 1,697人  |
| 松原四丁目 | 26事業所  | 269人    |
| 松原五丁目 | 185事業所 | 1,100人  |
| 松原六丁目 | 111事業所 | 2,293人  |
| 計         | 928事業所 | 10,236人 |

### 事業者数の変遷
経済センサスによる事業所数の推移。
| 年                 | 事業者数 |
| ------------------ | -------- |
| 2016年（平成28年） | 925      |
| 2021年（令和3年）  | 928      |

### 従業員数の変遷
経済センサスによる従業員数の推移。
| 年                 | 従業員数 |
| ------------------ | -------- |
| 2016年（平成28年） | 8,453    |
| 2021年（令和3年）  | 10,236   |

### 主な企業
- 日東製薬

## 施設
- 日本女子体育大学附属二階堂高等学校
- 日本学園中学校・高等学校
- 世田谷区立梅丘中学校
- 世田谷区立松原小学校
- 北沢税務署
- うめとぴあ　世田谷区立保健医療福祉総合プラザ
- 世田谷区保健センター

## ゆかりのある人物
- 諫早英雄（旧佐賀藩国老、男爵）[18]
- 黒澤明
- 竹久夢二
- 北杜夫
- 宮脇俊三
  - 北と宮脇は松原に在住していた。自宅の建築場所を探していた北に宮脇が自宅の隣の空き地を紹介し隣人となったため、北と宮脇は家族ぐるみで交際するようになった。

## その他

### 日本郵便
- 郵便番号 : 156-0043[2]（集配局 : 千歳郵便局[19]）。